# Faith Ikidi
Faith Ikidi (28 de fevereiro de 1987) é uma futebolista nigeriana que atua como defensora.

## Carreira
Faith Ikidi integrou o elenco da Seleção Nigeriana de Futebol Feminino, nas Olimpíadas de 2004 e 2008.